# Новите шантави рисунки
„Новите шантави рисунки“ (на английски: New Looney Tunes), (който по-рано е известен като „Бъгс!“ на английски: Wabbit: A Looney Tunes Production в първия си сезон) e американски анимационен сериал от Warner Bros. Animation и е базиран на героите на „Шантави рисунки“ (Looney Tunes) и „Весели мелодии“ (Merrie Melodies). Сериалът дебютира на 21 септември 2015 г. по Cartoon Network, и започна с нови епизоди на 5 октомври 2015 г. по Boomerang. Отчасти през първия сезон, новите епизоди правят премиери на видео достъпа на Boomerang по поръчка, преди да се излъчат по телевизията.
На 23 май 2018 г. услугата за стрийминг Boomerang обяви, че сериалът ще продължи и през 2019 г. Третият сезон е последният в шоуто, като последните епизоди излизат на 30 януари 2020 г. Сериалът е последван от по-традиционно форматирания сериал „Анимациите на Шантавите рисунки“ (Looney Tunes Cartoons) на 27 май 2020 г., който се излъчва по HBO Max.

## Продукция
След като „Шоуто на Шантавите рисунки“ (The Looney Tunes Show) приключи производството през 2013 г., концепциите за ново шоу с участието на „Шантави рисунки“ доведоха до решението за рестартиране на героите. По това време идеята за рестартиране на всички Шантави рисунки се фокусира главно върху Бъгс Бъни и през март 2014 г. беше обявено, че рестартирането ще бъде известно като wabbit. (или бъгс! в някои региони), да съвпада с други рестартирания на класиките на Warner Bros., като например „Спокойно, Скуби-Ду“ (Be Cool, Scooby-Doo) и „Шоуто на Том и Джери“ (The Tom and Jerry Show) Сам Реджистър, повишен в президент на Warner Bros. Animation и Warner Digital Series месец по-рано, стана надзорен продуцент на сериала. Анимацията е направена от Yearim и Rough Draft Studios от Южна Корея (която работи само през първия сезон) и Snipple Animation от Филипините.
Целта на рестартирането беше неговите анимациите да съответстват на тона на късометражните филми на „Шантави рисунки“ в по-ранните им дни. Това доведе до това героите да се върнат към своите комедийни корени, но с продуценти, които се стремят да избягват своите клишета, като наковалнята. Екипът на продукцията на акцента поставя акцента си върху писането на оригинални истории, както и върху създаването на „съвременни тежки предмети, които да причиняват болка“, според продуцента Ерик Куска, като всеки епизод включва по няколко къси шорти, в които един или няколко героя са заловени в ситуация, с която биха се справили по свой личен начин. Въпреки това понякога могат да се видят някои класически предмети, като камъни или сейфове. По същия начин могат да се чуят някои класически изрази, като например Бъгс, който забравя да „направи този ляв завой при Албакърки“, или изричащи „разбира се, знаете, това означава война“ (въпреки че „война“ обикновено се заменя с други фрази, предизвикващи конфликт на някои вид). Самите герои видяха някои промени във външния си вид, като някои също се върнаха към личностните черти, които първоначално са имали в най-ранните си изяви – например, Дафи Дък е върнат към оригиналната си личност от ранните си късометражни филми.
Първият сезон на шоуто беше известен като „Заека“ (Wabbit) и се фокусира главно върху Бъгс Бъни като главен герой, с повтарящи се участия на Йосемити Сам, Уили Койота и Порки Пиг, и незначителни участия на Дафи Дък, Фогхорн Легхорн, Елмър Фъд, Тазманийския дявол (който изобразен като работника с бели яки на име Тиодор Тасманиан) и Мичиган Дж. Фрог (който направи камея в края на един епизод). Подобно на ранните си късометражни филми, Бъгс най-често се оказва да надхитри противниците си, защото се стреми да му създаде проблеми или е направил нещо, за да разруши мирния му живот. През първия сезон бяха въведени няколко нови персонажа в поредицата на „Шантави рисунки“, много от които бяха нови злодеи, с които се сблъсква Бъгс, но не без помощта на приятелите му.
Сред новите герои, представени в този сериал, са:
- Скуикс – червена катерица, която е най-близкият приятел и помощник на Бъгс (чиято реч първоначално се състоеше само от скърцащи звуци, от време на време отстъпващи място на разбираема реч през третия сезон).
- Малкия Йети – детско същество, което е склонно да дразни Бъгс, обикновено го нарича „дама“ (или от време на време „госпожо“), за голямо огорчение на Бъгс.
- Варваринът – неназован варварин, който се забърква в Бъгс.
- Кракос – полярната мечка на Варварина.
- Бойд – птица, която е болна от любов.
- Кал – Обемен мъж, който се смята за най-добрия във всичко, което прави.
- Карл Мрачният заек – мрачен жътвар, подобен на заешки уши.
- Клодет Дупри – шпионин от лисици, който говори със звуков френски акцент. Пепе ле Пю е влюбен в нея и най-вече се появява до нея.
- Д-р Кловенхуф – учен за овце.

Според Куска фокусът върху по-новите злодеи, с които да се справя Бъгс, е описан като позволяващ му да направи всичко възможно, когато се изправя срещу наистина добър противник. В резултат на включването на нови злодеи, Куска почувства, че Елмър Фъд може вече да не е „мъжът“, като често е бил често срещан антагонист, с когото Бъгс се е справял в много от късометражните филми, въпреки че се появява по-късно в поредицата.
След края на първия сезон продуцентският екип реши да се съсредоточи върху другите звезди на „Шантави рисунки“ освен Бъгс, като по този начин шоуто беше преосмислено и преименувано на „Новите шантави рисунки“ за втория сезон и включва ново въведение с музика, базирана на заглавната песен на „Шантави рисунки“ от края на 1930-те години. Докато първият сезон се фокусираше главно върху Бъгс и шепа завръщащи се класически герои, във втория сезон бяха добавени истории, центриращи се около другите класически герои в допълнение към Бъгс, включително, наред с други, Дафи Дък, Порки Пиг, Силвестър, Туити, Бабата, Елмър Фъд, Йосемити Сам, Уили Койота и Бързоходеца, Таз, Фогхорн Легхорн, Спийди Гонзалес, Пепе ле Пю, Марвин Марсианеца, Вещицата Хейзъл, Петуния Пиг и Лола Бъни. Някои епизоди виждаха герои, действащи като двоен акт (сюжетна механика, използвана главно за Дафи и Порки, както беше направено в класическите късометражни филми). Няколко поддържащи, повтарящи се и второстепенни фигури от класическите късометражни филми на „Шантави рисунки“ като Мичиган Дж. Фрог, Снифълс, Хюби и Бърти, Глупавите лалугери, Клод Котката, Марк Антоний и Пусифут, Сесил Костенурката, Габи Козата, Блак Жак Шелак, Граф Блудкънт, Пийт Пума, Мот Уилбър, Кърт и Пънкинхийд Мартин, Милисент и Анджело Флеа също се изявяват.
Третия сезон на сериала представя Аксел Роуз като гост-звезда в епизода Armageddon Outta Here и представя първия му студиен запис от 2008 г. насам.

## Озвучаващи артисти
| Изпълнител        | Персонаж                                      |
| ----------------- | --------------------------------------------- |
| Джеф Бъргман      | Бъгс Бъни Елмър Фъд Силвестър Фогхорн Легхорн |
| Дий Брадли Бейкър | Дафи Дък Катерицата Скуикс                    |
| Кат Суси          | Лола Бъни Снифълс                             |
| Боб Бъргън        | Порки Пиг Туити                               |
| Морис Ламарш      | Йосемити Сам (първи сезон)                    |
| Фред Тараскиор    | Йосемити Сам (втори сезон)                    |
| Джей Пи Карлиак   | Уили Койота                                   |
| Пол Джулиан       | Уили Койота (чрез архивни записи)             |
| Джим Къмингс      | Таз                                           |
| Дино Андрейд      | Спийди Гонзалес                               |
| Ерик Бауза        | Пепе ле Пю Марвин Марсианеца                  |

| Изпълнител        | Персонаж |
| ----------------- | --- |
| Ерик Бауза        | Хюби Бърти Рок Хардкейз Кал |
| Джеф Бенет        | Плъха Хюби Мишката Бърти Доктор Клоуенхуф Коня Хонас Уинтър Стаг |
| Джеф Бъргман      | Мичиган Дж. Фрог Къртикът Мак |
| Боб Бъргън        | Козата Габи Клайд Бъни |
| Дий Брадли Бейкър | Кученцето Фриски Карл, мрачния заек (Мрачния Заек) Кракос, полярния мечок Плъха Шифти Манерката Енфорски                                                                          |
| Мат Крег          | Костенурката Сесил Къртикът Тош Марк Антъни Булдог Каунт Блудкаунт Хазматс Трей Хъгър Пол Перди Мулето Пацифико Плъховете на Минесота Кърт Мартин Разносвач на пица Черната Омаха |
| Джим Къмингс      | Блак Жак Шелак Лиам Луксуроис |
| Джей Пи Карлиак   | Крал Нутининкоммен |
| Джон Касир        | Пийт Пума Котката Клод Джон |
| Матю Мерсър       | Голямата стъпка |
| Кенди Майло       | Бабата Вещицата Хейзъл Ивана Мечката Скаут Невестулката скаут |
| Кат Суси          | Клодет Дупри Памприйн Перди |
| Фред Тараскиор    | Карл, мрачния заек |

| Изпълнител | Персонаж |
| ---------- | -------- |
| Снуп Дог   | Себе си  |
| Аксел Роуз | Себе си  |
| Шон Астин  | Себе си  |

## Излъчване
Премиерата на „Бъгс!“ е на 21 септември 2015 г. в Cartoon Network и на Boomerang, започваща на 5 октомври 2015 г., след това прекъсва повече от година и се завръща на 7 април 2017 г. Премиерата на сериала е на 2 ноември на Boomerang в Австралия и Нова Зеландия и на Boomerang в Обединеното кралство и Ирландия. Премиерата му беше на 6 ноември 2015 г. в Teletoon в Канада, а дебютира на 19 декември на Boomerang в Близкия изток и Африка. В Индия сериалът се излъчи по телевизията Pogo на 19 декември 2015 г. Премиерата на сериала е на 10 януари 2016 г. в арабския Cartoon Network в Близкия изток.
Новите епизоди започнаха да се излъчват по Boomerang, започвайки от 7 април 2017 г.
Премиерата на втория сезон на Boomerang UK е на 4 септември 2017 г.
Целият първи сезон е достъпен в Netflix в Канада.
Шоуто се излъчва в премиум на абонаментната услуга Boomerang, достъпна за Android, iOS, десктоп, Apple TV, Amazon Fire TV, Amazon Kindle Fire Tablet, Roku и Chromecast. От 4 юли 2020 г. сериалът е достъпен за стрийминг на HBO Max в САЩ. Въпреки това, няколко епизода от първи и втори сезон и целия трети сезон все още не са на платформата.

## Домашна употреба
Първата половина на първия сезон на „Бъгс“ е пусната на DVD на 26 април 2016 г. в САЩ. Въпреки че е половин сезон, DVD изданието „Приказки за отглеждане на зайци“ (Hare-Raising Tales) е със субтитри. DVD изданието съдържа първите 26 епизода (52 сегмента), но е обозначен отстрани като първи сезон на първа част. DVD изданието съдържа от 23 до 26 епизода, които не се излъчиха в САЩ до 7 април 2017 г. Без да се има предвид европейското име на шоуто, Wabbit: Season 1 – Part 1 също излезе на 15 юни 2016 г. в Австралия, и на 25 юли 2016 г. в Обединеното кралство.

## В България
В България сериалът се излъчва по локалната версия на Cartoon Network и Boomerang през 2016 г.
| Роля                                   | Изпълнител                     |
| -------------------------------------- | ------------------------------ |
| Бъгс                                   | Иван Велчев                    |
| Дафи Тад Тъкер                         | Петър Бонев                    |
| Порки                                  | Живко Джуранов                 |
| Скуикс                                 | Мариета Петрова Георги Стоянов |
| Голямата стъпка Спийди Гонзалес        | Георги Стоянов                 |
| Йосемити Сам Елмър Фъд Фогхорн Легхорн | Георги Спасов                  |
| Баба Вещицата Хейзъл                   | Василка Сугарева               |
| Лола Бъни                              | Яна Огнянова                   |
| Силвестър                              | Петър Калчев                   |
| Туити Клодет Дупри Ивана               | Татяна Етимова                 |

| Обработка           | Александра Аудио                    |
| ------------------- | ----------------------------------- |
| Режисьор на дублажа | Мариета Петрова Десислава Софранова |
| Преводачи           | Милена Васкова Силвия Вълкова       |